# Kryštof Krýzl
Kryštof Krýzl (* 12. října 1986, Praha) je český reprezentant v alpském lyžování. Jeho největším dosavadním úspěchem je 8. místo ve slalomu na MS 2009 a vítězství v soutěži národních týmů ve Finále Světového poháru 2009/10 (Křišťálový globus).
V mládežnických kategoriích pravidelně vozil medaile z nejvýznamnějších mezinárodních závodů a do světové špičky se brzy propracoval i po přechodu mezi dospělé. Pravidelně bodoval ve Světovém poháru, reprezentoval na mistrovstvích světa 2005, 2007, 2009, 2011 a 2013 (nejlepším umístěním bylo 8. místo na MS 2009 a na Zimních olympijských hrách 2006, 2010 a 2014 (nejlepší umístěním bylo 17. místo v superkombinaci ve Vancouveru 2010). V průběhu sezony 2009/2010 utrpěl vážné zranění páteře, po vyléčení je stále členem reprezentace.

## Umístění
Zimní olympijské hry
- 2006 Turín: 20. místo v kombinaci, 34. místo v superobřím slalomu, slalom a obří slalom nedokončil
- 2010 Vancouver: 17. místo v superkombinaci, 23. místo v obřím slalomu, 40. místo ve sjezdu, slalom nedokončil
- 2014 Soči: 19. místo v superkombinaci, slalom a obří slalom nedokončil

Mistrovství světa
- MS 2005 – 22. místo ve slalomu
- MS 2007 – 42. místo v super G
- MS 2009 – 8. místo ve slalomu, 11. místo v superkombinaci, 22. místo v obřím slalomu, 26. místo v super G
- MS 2011 – 31. místo v obřím slalomu, 39. místo ve slalomu
- MS 2013 – 21. místo ve slalomu

## Sezóny

### Sezóna 2010/11
Cíle pro sezonu 2010/11 byly pravidelně bodovat v závodech Světového poháru a uspět v některém ze závodů na MS v únoru 2011. Na začátku přípravy prožil Krýzl těžký pád a následky úrazu nohy ovlivnily celou sezónu: v závodech Světového poháru bojoval na hranici třicítky pro druhé kolo a také na zmiňovaném MS končil těsně před branami druhých kol. Na závěr sezóny ale zajel dobré výsledky ve FIS závodech a v Evropském poháru a výchozí pozice dle bodů FIS pro sezónu 2011/2012 byla slibná.
Stal se Mistrem republiky ve slalomu 2011.

### Sezóna 2011/12
Cílem pro sezónu bylo bojovat o co nejlepší umístění ve Světovém a Evropském poháru a připravit si zejména dobrou výchozí pozici pro Mistrovství světa 2013 a Olympijské hry v Soči 2014. Ve slalomu Světového poháru ve švýcarském Adelbodenu na začátku ledna 2012 skončil dvanáctý, což je v této disciplíně jeho nejlepší výsledek v dosavadní kariéře.